# Lernadzor

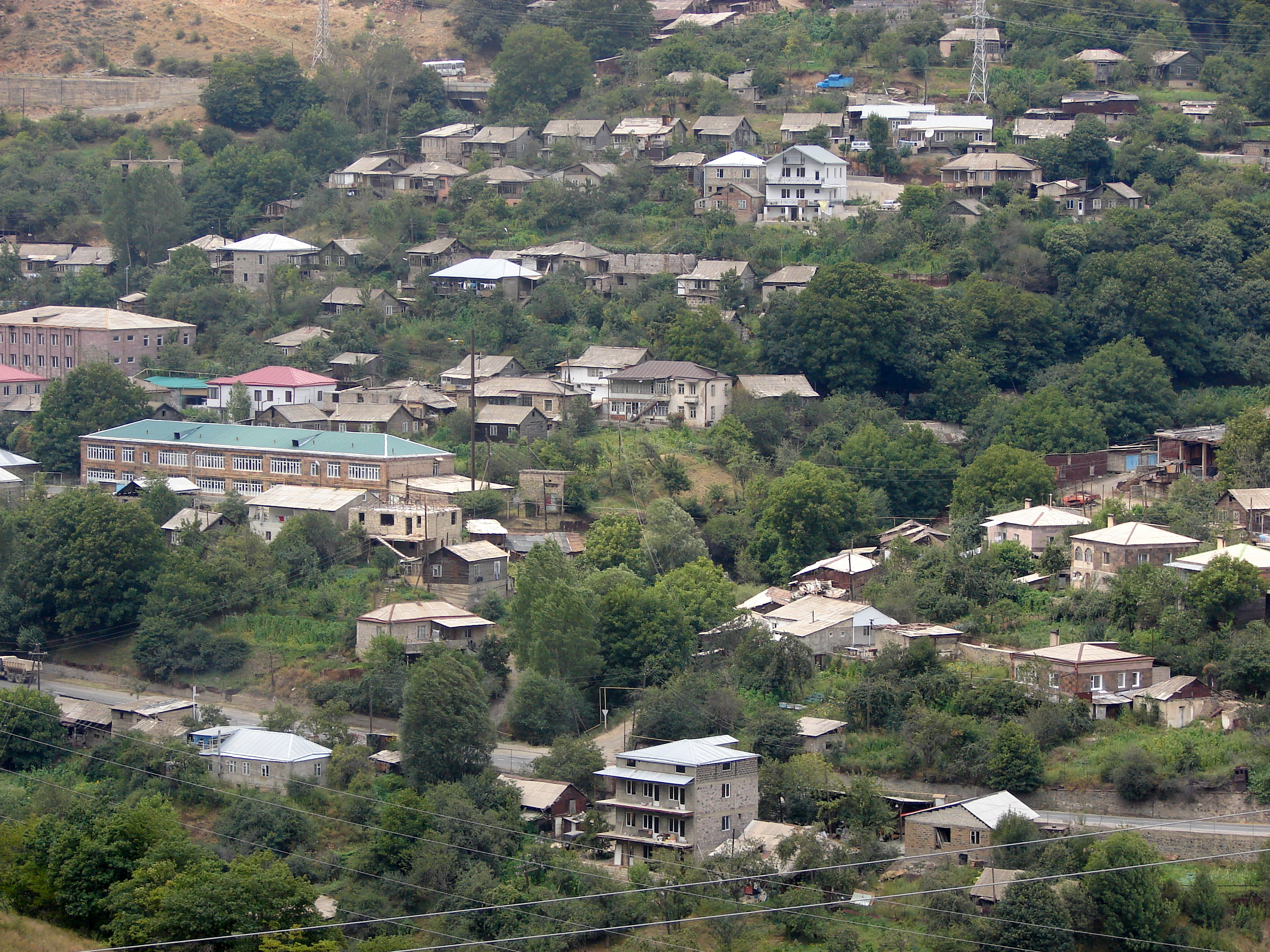

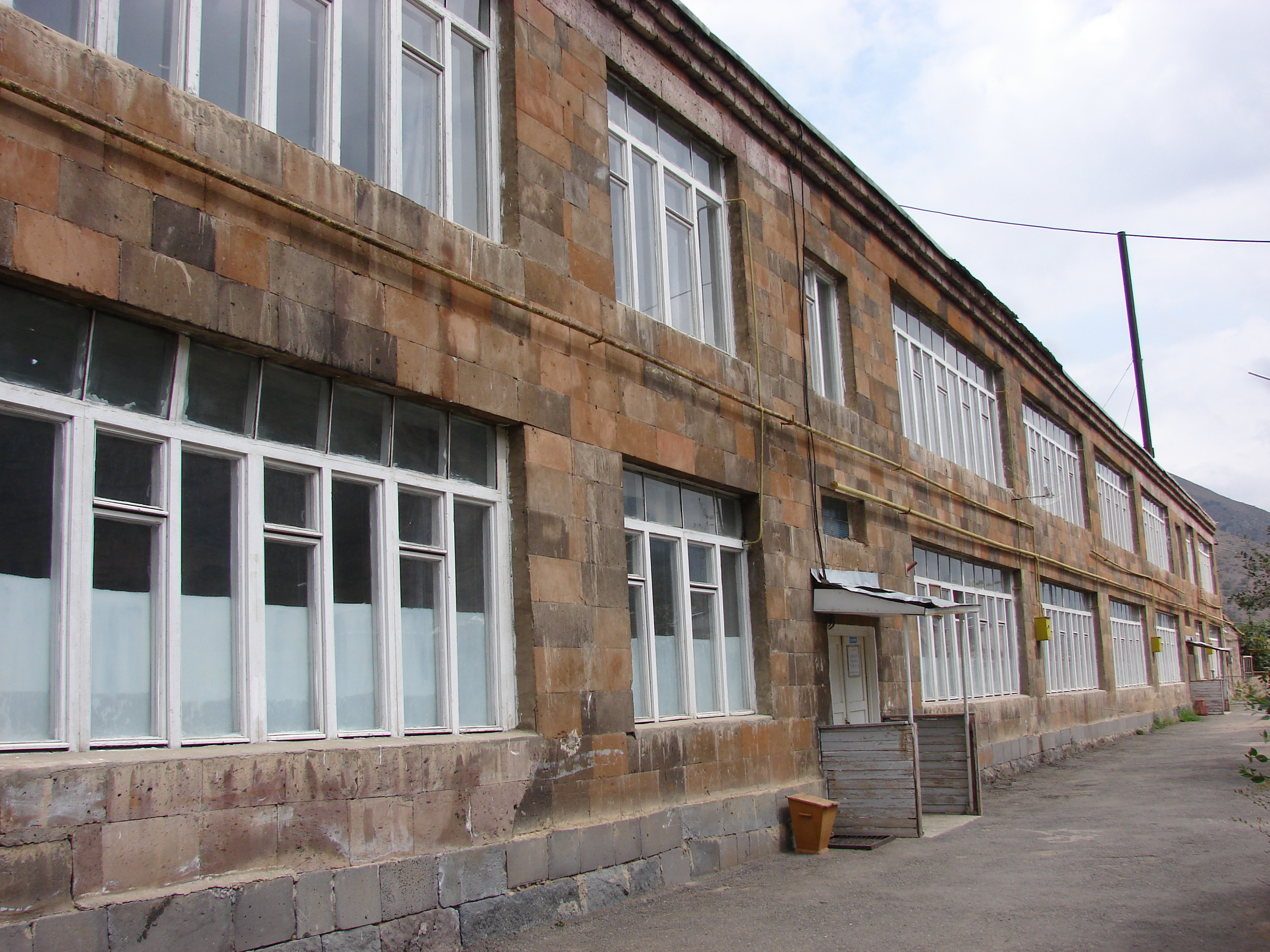

Lernadzor (en arménien Լեռնաձոր ; anciennement Kyurdikend) est une communauté rurale du marz de Syunik en Arménie. Comprenant également les localités de Kavchut, Musallam, Nerkin Giratagh et Verin Giratagh, elle compte 551 habitants en 2008.